# 獅子特種部隊
獅子部隊（
音譯為“阿雷斯坦”），正式名稱為“A特別用途部門”（俄语：Служба специального назначения «А»），為哈薩克共和國國家安全委員會所屬的一支特種部隊，由蘇聯時期的克格勃阿爾法小組改編而成。

## 歷史
“A特別用途部門”最初是由哈薩克總統安全局於1992年1月13日根據於1990年10月解散的克格勃阿爾法小組哈薩克常駐地區部隊的基礎下建立，當時命名為“A”分隊。
自1993年4月起，A隊併入哈薩克共和國國家安全委員會，同時也改名為“獅子”部隊。
與其他哈薩克特種部隊一樣，“獅子”部隊的人員數目、部隊編成和預算等都是處於機密狀態。
獅子部隊會時常與各國的特種部隊進行交流和訓練，目前已知他們曾受俄羅斯聯邦安全局特別用途中心、美國中情局和聯邦調查局、以色列國境警察特勤隊、英國特種空勤團和德國第九國境守備隊的訓練。其隊員需要通過每年一度的測驗才能繼續服役。
目前獅子部隊常駐在國內的重要城市及地區，包括：阿斯塔納和阿爾瑪-阿塔，以及里海（位於阿克套市）。而為了保護石油生產行業，位於阿克套的單位還設有一個戰鬥潛水員分隊。
2006年，5名獅子部隊的隊員被警方拘捕，他們被控以綁架和殺害反對派政黨“真正的光明之路”的聯合主席阿爾丁貝克·薩爾森巴尤利和他的司機及隨同的保鏢。內務部部長鮑爾贊·穆罕默德·扎諾夫宣稱這些被控罪的獅子部隊成員以收取25,000美元作報酬而犯案。

## 已知裝備

### 個人武器

#### 手槍
- PM
- 格洛克17

#### 衝鋒槍
- HK MP5A5
- B&T MP9

#### 突擊步槍
- AKM、AKMS
- AK-74、AKS-74
- AKS-74U
- 9A-91
- CAR 816

#### 狙擊步槍
- SVD
- VSS Vintorez
- VSK-94
- Sako TRG

#### 通用機槍
- PKM

### 個人裝備
- 作戰服
  - 黑色工作服
  - 卡其色工作服
  - Multicam迷彩作戰服
- 防彈盔
  -  阿爾金
  -  K6-3
  -  M88 PASGT
  -  Ops-Core FAST Ballistic或仿製品
- 攜板背心
  -  JPC 2.0或仿製品
- 抗噪耳機
  -  3M Peltor Comtac XPI
- 無線電
- 牆角槍
- 防彈盾
  -  Fort Vant-VM

## 另見
- 阿爾法小組

## 外部連結
- Статьи о спецподразделениях Казахстана （页面存档备份，存于）
- Документальный фильм телеканала «Хабар» к 25-летию Службы специального назначения «А» （页面存档备份，存于）
- Ассоциация ветеранов подразделения антитеррора «Альфа» （页面存档备份，存于）